# Moškrin
Moškrin – wieś w Słowenii, w gminie Škofja Loka. W 2018 roku liczyła 22 mieszkańców.